# سیلوانیا (اوهایو)
اسیلوانیا(به انگلیسی: Sylvania) شهری در ایالت اوهایو کشور ایالات متحده آمریکا است که جمعیت آن در سرشماری سال ۲۰۱۰ میلادی، ۱۸٬۹۶۵ نفر بوده‌است.